# Agusta A129
Der Agusta A129 Mangusta (italienisch für Mungo) bzw. AW129 ist ein allwettertauglicher Kampfhubschrauber, der aufgrund einer Anforderung der italienischen Streitkräfte entstand. Der A129 war ursprünglich als eine Weiterentwicklung des Agusta A109 geplant. Dies ließ sich jedoch wegen der hohen Anforderungen an die Panzerung nicht realisieren, weshalb der Helikopter komplett neu konstruiert werden musste. Der Erstflug fand am 15. September 1983 statt. Ein Nachfolger namens AW249 des italienischen Rüstungskonzerns Leonardo befindet sich in Entwicklung und absolvierte seinen Erstflug im August 2022.

## Varianten

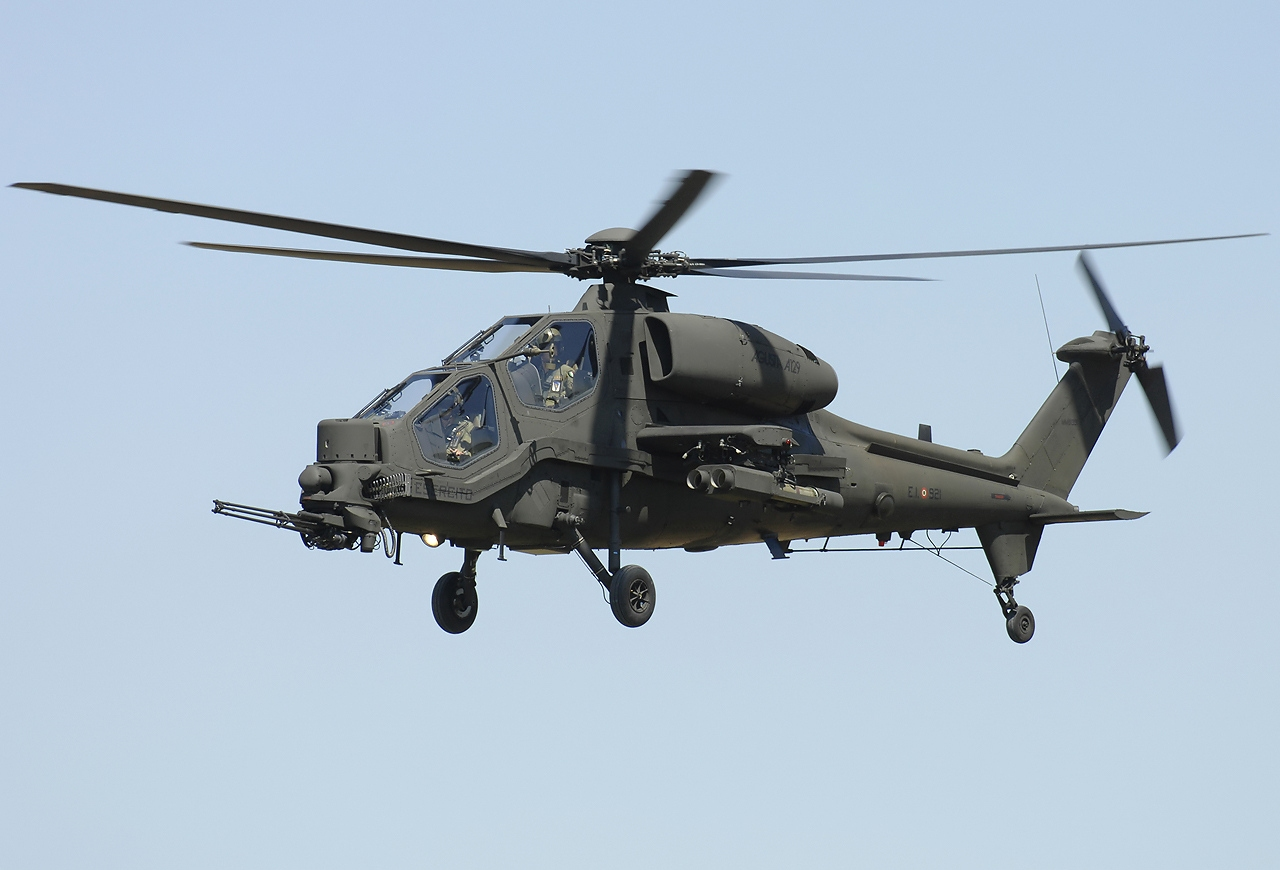
Agusta A129 Mangusta

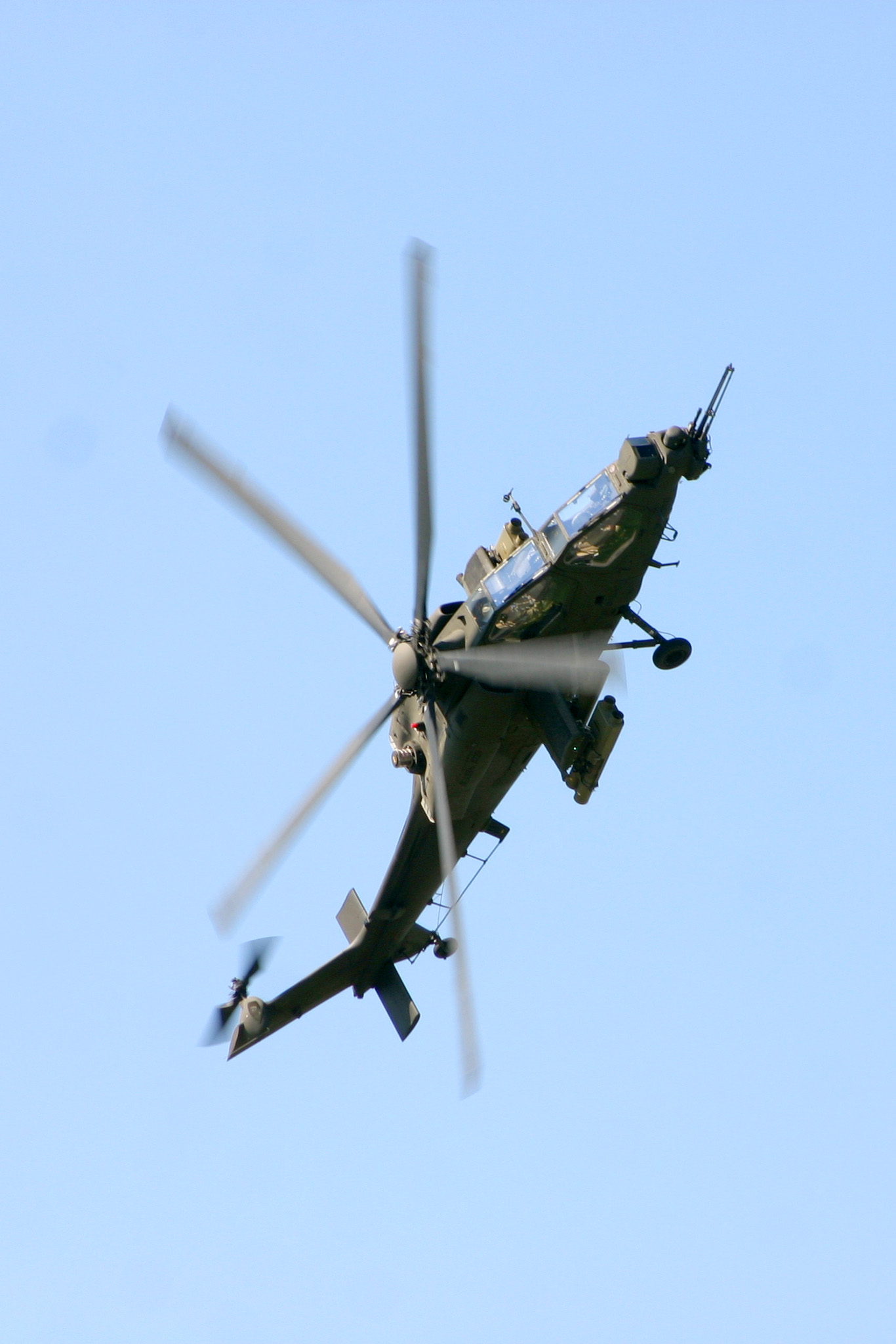
Flugmanöver bei der Air 04 in Payerne (Schweiz)

### Tonal
Ende der 1980er Jahre entwickelten Italien, Großbritannien und die Niederlande eine verbesserte Variante des A129 mit der Bezeichnung Tonal (Joint European Helicopter Tonal). Großbritannien und die Niederlande entschieden sich dann doch für den US-amerikanischen Hughes AH-64 Apache, Italien beschaffte die verbesserte Exportversion des A129 und brachte seine älteren Hubschrauber auf den Stand der Exportversion, in die etliche Lösungen des Tonal einflossen.

### A129 International
Agusta hatte nach der Entwicklung der Mangusta bereits im Jahr 1997 damit begonnen, ihren fünften Prototyp, die MMX598, für eine Exportversion mit einer Turmkanone auszurüsten. Bisher konnten noch keine Exportkunden gewonnen werden.
Die Neuerungen gegenüber der A129 sind folgende:
- 20-mm-Kinn-MK-Turm mit einer Lockheed Martin/Otobreda TM 197B
- Munitionszufuhr entlang des Rumpfes
- Möglichkeit, bis zu 4 × Luft-Luft-Raketen AIM-92 „Stinger“ mitzuführen (eine Version der FIM-92 Stinger)
- 2 × LHTEC T800-LHT-800-Turbine mit je 996 kW Leistung und verstärktem Getriebe
- 5-Blatt-Hauptrotor
- Erhöhung des Abfluggewichtes auf 4,6 Tonnen
- ergonomischere Cockpitgestaltung mit GPS-Navigation
- verbesserte Selbstschutzsysteme.

### A129 CBT
Diese Version für das italienische Heer erhielt im Jahr 1999 einen Vertrag für 15 Maschinen in der Version A129 CBT. Zwei Jahre später erging ein Folgeauftrag zur Nachrüstung von 45 Stück A129 Mangusta auf den CBT-Stand. Sie wird auch als A.129 G-13 bezeichnet.
Unterschiede gegenüber der Exportvariante A129 International sind die zwei Rolls-Royce-Turbinen Gem 2-1004D, eine vereinfachte Avionik (Hubschrauber-Infrarot-Navigationssystem – engl. Helicopter Infrared Navigation System (HIRNS II Plus)) und eine Sensorik-Anzeigeeinheit (englisch Sensor Display Unit), die gefechtsrelevante Informationen direkt in die Nachtsichtgeräte (engl. Night Vision Goggles) am Pilotenhelm einspeist.

### TAI T129 Atak
Ende März 2007 gewann Agusta Westland mit dem A129 die ATAK-Ausschreibung (Tactical Reconnaissance and Attack Helicopter) des türkischen Heeres. 52 Kampfhubschrauber werden von Turkish Aerospace Industry (TAI) in der Türkei in Lizenz gebaut werden, wobei im Rahmen des Geschäfts unter anderem ein vollständiger Technologietransfer, die Einbeziehung türkischer Zulieferer und der Einbau neuer türkischer Komponenten vereinbart wurde. In dieser Form wird der Hubschrauber, an dem TAI die kompletten Vermarktungsrechte haben wird, T129 heißen. Der Erstflug startete Ende September 2009. Der Prototyp P1 der T129 stürzte am 19. März 2010 bei einem Testflug in der Nähe von Verbania (Italien) ab, als in etwa 4500 m Flughöhe der Heckrotor ausfiel. Der Testpilot Luigi Cassioli konnte die Maschine zwar unter Kontrolle bringen, den Aufprall aber nicht mehr verhindern und wurde ebenso wie der an Bord anwesende Flugingenieur verletzt.
Im Vergleich zur Basisversion der A129 wird die T129 folgende Verbesserungen aufweisen:
- Durch bessere LHTEC-CTS800-4A-Triebwerke mit 1015 kW erhöht sich die max. Einsatzhöhe um 20 %.
- Höchstgeschwindigkeit 278 km/h.
- Ein höheres maximales Startgewicht von 5,5 t.
- Einsatzreichweite 1000 km.
- Aselsan entwickelt für den Hubschrauber ein EFIS-System (Glascockpit).
- Ein Radar wie beim Apache Longbow soll eingebaut werden, dieser basiert jedoch auf IAI/ELTA’s (Israel); es kann Land- und Seeziele in 30 km Entfernung wahrnehmen, zusätzlich verfügt die Radaranlage über SAR- und ISAR-Fähigkeiten.
- Aselsan entwickelte ein thermisches Ortungs- und Zielsystem (FLIR) unter der Bezeichnung ASELFLIR.
- Der Großteil der Software wird von türkischen Unternehmen unter der Leitung von Aselsan entwickelt.

### ARH-129D
Der Hersteller AgustaWestland hat auf eigene Kosten hin die A129 CBT für die italienischen Heeresflieger modernisiert. Dabei wurde im Kinnturm ein Rafael TOPLITE III-Turm mit FLIR, Zielbeleuchtungs-Laser und Laserentfernungsmesser eingebaut. Zusätzlich wurde der israelische Lenkflugkörper Rafael Spike integriert. AgustaWestland plant derzeit, zwei Dutzend Maschinen aufzurüsten.

## Nutzerstaaten
Italien Aviazione dell’Esercito (italienische Heeresflieger)
- 60 × A129 „Mangusta“ / A129 CBT
  - Centro Addestrativo Aviazione dell’Esercito in Viterbo
  - 5° Reggimento dell’Aviazione dell’Esercito 'Rigel in Casarsa della Delizia
  - 7° Reggimento dell’Aviazione dell’Esercito 'Vega in Rimini-Miramare

 Türkei Türkisches Heer
- 60 Bestellungen[4] Bezeichnung T129, in der Türkei unter Lizenz gefertigt

## Technische Daten

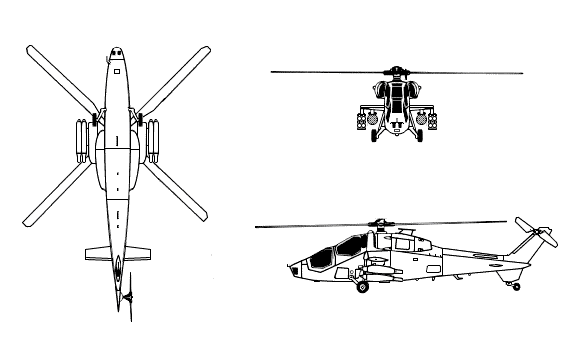
Risszeichnung

| Kenngröße             | Daten |
| --------------------- | --- |
| Besatzung             | 2 |
| Gesamtlänge           | 14,29 m |
| Rumpflänge            | 12,27 m |
| Rotordurchmesser      | 11,90 m |
| Höhe                  | 3,30 m |
| Leermasse             | 2529 kg |
| max. Startmasse       | 4600 kg |
| Höchstgeschwindigkeit | 275 km/h |
| Marschgeschwindigkeit | 240 km/h |
| Dienstgipfelhöhe      | 4725 m |
| Steigrate             | 10,2 m/s |
| Reichweite            | ca. 700 km (3 Stunden im Normalbetrieb, 1,5 Stunden im Gefecht)                                                                                     |
| Triebwerke            | zwei Rolls-Royce Gem 2-1004D mit je 559 kW (760 PS) (in der Exportversion A129 International mit zwei LHTEC-T800-Turbinen mit je 927 kW (1260 PS)). |

## Bewaffnung

### A129
Bewaffnung bis zu 1500 kg an vier Außenlaststationen unter den beiden Stummelflügeln
Luft-Boden-Lenkflugkörper (Panzerabwehr-Lenkflugkörper)
- 2 × Lenkwaffen-Starterbox für je 4 × Raytheon BGM-71E „TOW2A“ (Helitow) – drahtgelenkt (SACLOS)
- 2 × Lenkwaffen-Starterbox für je 4 × EADS HOT 3 – drahtgelenkt (SACLOS)

Ungelenkte Luft-Boden-Raketen
- 4 × M260-Raketen-Rohrstartbehälter für je 7 × ungelenkte FFAR-Luft-Boden-Hydra-Raketen; Kaliber 70 mm
- 4 × M261-Raketen-Rohrstartbehälter für je 19 × ungelenkte FFAR-Luft-Boden-Hydra-Raketen; Kaliber 70 mm
- 4 × SNIA AL-18-50-Raketen-Rohrstartbehälter für je 18 × ungelenkte Luft-Boden-Raketen SNIA-BPD; Kaliber 51 mm

Externe Behälter
- 2 × MG-Behälter FN Herstal ETNA TMP-5 mit je 2 × 7,62-mm-Maschinengewehren FN MAG 58P mit je 500 Schuss Munition
- 2 × MG-Behälter FN-Herstal HMP-400LC mit je einem 12,7-mm-FN-Maschinengewehr mit je 400 Schuss Munition
- 2 × abwerfbare Zusatz-Treibstofftanks für je 220 Liter Kerosin

### A129 CBT / International / T129 ATAK
Schwenkbar installierte Bewaffnung in Waffendrehturm Oto Melara TM-197B in der Nase
- 1 × dreiläufige 20-mm-Gatling-Kanone General Dynamics Armament/Alenia-Breda M197 mit 500 Schuss Munition in zwei Trommelmagazinen

Bewaffnung bis zu 1500 kg an vier Außenlaststationen unter den beiden Stummelflügeln
Luft-Luft-Lenkflugkörper
- 4 × Doppel-Lenkwaffenstarter ATAS (Air To Air Stinger) für je 2 × Raytheon AIM-92 „Stinger“ RMP Block I – selbstzielsuchend mit Infrarotsensor für Kurzstrecken
- 2 × Lenkwaffenstartschiene LAU-7/A für je 1 × Raytheon AIM-9L „Sidewinder“ – selbstzielsuchend mit Infrarotsensor für Kurzstrecken
- 2 × Doppel-Lenkwaffenwerfer für je 2 × MBDA „Mistral II“ (AATCP) – selbstzielsuchend mit Infrarotsensor für Kurzstrecken

Luft-Boden-Lenkflugkörper (Panzerabwehr-Lenkflugkörper)
- 4 × M299-Lenkwaffen-Aufhängungen für je 4 × Boeing Corp/Martin Marietta AGM-114F/N „Hellfire“ – lasergesteuert

Ungelenkte Luft-Boden-Raketen
- 4 × Raketen-Rohrstartbehälter SNIA BPD 81-HAL-12 MEDUSA für je 12 × ungelenkte Hydra-Luft-Boden-Raketen; Kaliber 81 mm
- 4 × Raketen-Rohrstartbehälter Aerea HL-19-70 für je 19 × ungelenkte Hydra-Luft-Boden-Raketen; Kaliber 70 mm
- 4 × FZ231/FZ219-Raketen-Rohrstartbehälter für je 12 × ungelenkte Luft-Boden-Raketen FZ70; Kaliber 70 mm
- 4 × TBA 68-12L-Raketen-Rohrstartbehälter für je 12 × ungelenkte Luft-Boden-Raketen SNEB; Kaliber 68 mm